# Euphorbia johnstonii
Euphorbia johnstonii là một loài thực vật có hoa trong họ Đại kích. Loài này được Mayfield mô tả khoa học đầu tiên năm 1991.